# Râul Cioara, Mureș
Râul Cioara este un curs de apă, afluent al râului Mureș. 